# Zsófia spanyol infánső
Bourbon Zsófia (spanyolul: Sofía de Borbón; Madrid, 2007. április 29. –) a Bourbon-ház spanyol ágából származó spanyol infánsnő, VI. Fülöp spanyol király és Letícia spanyol királyné második leánya, Leonóra trónörökösnő testvére, egyben a második személy a Spanyol Királyság trónöröklési rendjében.

## Élete
Zsófia infánsnő 2007. április 29-én 16:50-kor született a madridi Ruber Nemzetközi Kórházban császármetszéssel. Születését SMS-ben jelentette be a sajtónak a királyi család.
Zsófia nevét apai nagyanyjáról, Zsófia spanyol királynéról kapta. 2007. július 15-én keresztelte meg Antonio María Rouco Varela madridi érsek a Zarzuela Palota kertjében tartott ünnepségen. Az eseményen több százan vettek részt.
2010. szeptember 15-től iskolába jár. 2023 elején a királyi ház bejelentette, hogy nővéréhez, Leonóra hercegnőhöz hasonlóan Zsófia is két évig fog egy brit bentlakásos iskolában, a UWC Atlantic College-ban tanulni, amely Walesben, az Egyesült Királyságban található.

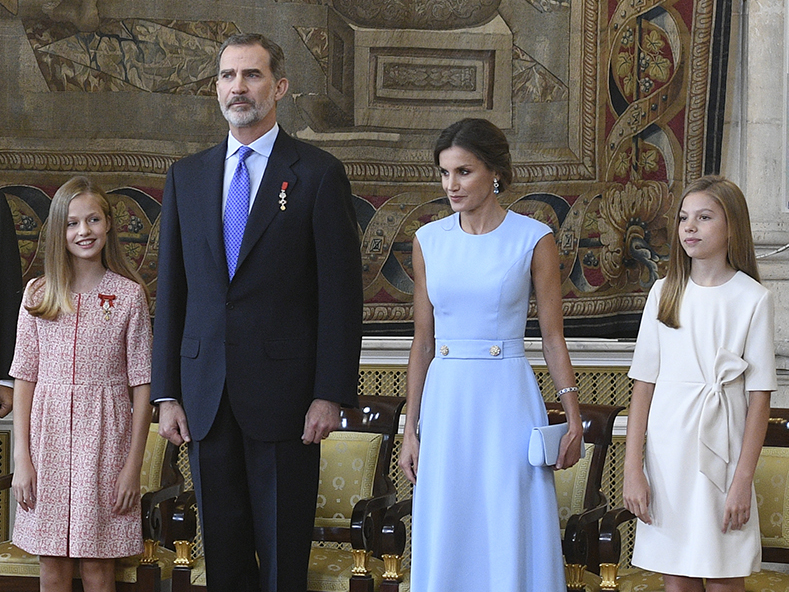
A spanyol királyi család 2019-ben